# Otto Borchsenius
Otto Frederik Christian William Borchsenius (17. marts 1844 i Ringsted – 26. februar 1925 i København) var en dansk redaktør og forfatter.
Otto Borchsenius var søn af købmand G.E. Borchsenius og J.E., født Reistrup. Han blev i 1863 student fra Sorø Akademi. Efter filosofikum studerede han nordiske sprog og litteratur uden dog at tage embedseksamen, deltog ivrig i studenterlivet og var gennem flere år senior i Studenterforeningen. Han debuterede 1866 med en oversættelse af Clemens Brentanos eventyr Gokkel og Hinkel og udgav 1869 sammen med professor Martin Weibull i Lund Idun, nordisk Studenterkalender, indeholdende bidrag af nordiske forfattere; for indtægten lagdes den første grund til det Oehlenschläger-Tegnérske stipendium. I forening med F.L. Liebenberg udgav Borchsenius en forkortet udgave af Oehlenschlägers erindringer (1872), og nu fulgte en betydelig oversættervirksomhed, som afsatte spor i den hjemlige litterære udvikling. Den indledtes med en række af Viktor Rydbergs skrifter og fortsatte med romaner, noveller, skuespil og digte af Georg Ebers, Robert Hamerling, Carl Snoilsky, August Hjalmar Edgren, August Strindberg.
Sidst i 1860’erne havde Borchsenius begyndt sin frugtbare publicistiske virksomhed som æstetisk medarbejder på Fædrelandet. I 1872 stiftedes Litteraturselskabet med Otto Borchsenius, Edvard og Georg Brandes, Holger Drachmann, J.P. Jacobsen, Vilhelm Møller, Sophus Schandorph, H. Schwanenflügel med flere, som medlemmer ved stiftelsen. Foreningens levetid var dog meget kort. Senere, 1875-78, skrev han i Nær og fjærn de fleste litterære kritikker samt en række litteraturhistoriske afhandlinger, der udkom samlede i Fra Fyrrerne (I-II, 1878-80). De giver et livligt og alsidigt billede af de litterære og sociale bevægelser i fyrrerne og halvtredserne og er præget af frisind og et klart historisk syn. Nær til disse skrifter slutter sig Litterære Feuilletoner (1880) og to monografier over Christian Hviid Bredahl og H.V. Kaalund (To Digtere, 1886). Efter i længere tid at have været medarbejder ved Ude og Hjemme blev Borchsenius medredaktør af bladet fra januar 1880 til dets ophør (1884) og senere en kort tid af dets efterfølger, Hjemme og ude. Det førstnævnte blad tilhørte nærmest det såkaldte "litterære Venstre", for hvilket Georg Brandes var hovedlederen; men som tilhænger af den religiøs-humane livsopfattelse, som navnlig Viktor Rydberg er tolk for, måtte Borchsenius bryde med den moderne naturalisme. Det skete vel samtidig med Holger Drachmanns Ostende-Brügge, men kom først ret frem, da Borchsenius 1885 indtrådte i Morgenbladets redaktion, og endnu mere, da han 1887 blev bladets hovedredaktør. Uden at fravige sit frisindede standpunkt har han her på litterære og sociale områder optaget kampen mod Georg Brandes og dennes tilhængere. Borchsenius har skrevet flere smukke lyriske digte, og et lille udvalg foreligger i Sange og Digte (1887), der også indeholder en række fortræffelige oversatte poesier. Af andre litterære arbejder kan nævnes udgaver af P.A. Heibergs Udvalgte Skrifter og H.V. Kaalunds, Efterladte Digte samt flere læsebøger, der erindre om, at Borchsenius i en årrække – indtil 1885 – var ivrig skolemand.
Borchsenius blev 1873 gift med skuespillerinde Betty Guldbrandsen; ægteskabet opløstes 1879. Gennem sin litterære virksomhed er han kommen i nært forhold til Kaalund, Liebenberg, Hostrup, Bjørnson, Drachmann og særlig til Viktor Rydberg, der 1882 har tilegnet Borchsenius sin digtsamling.